# روبن سترومبرغ
روبن سترومبرغ (بالسويدية: Robin Strömberg)‏ (23 يناير 1992 بالسويد - ) هو لاعب كرة قدم سويدي في مركز الوسط. شارك مع منتخب السويد تحت 19 سنة لكرة القدم. أما مع النوادي، فقد لعب مع نادي أوسترس وÞór Akureyri ‏ وMjällby AIF ‏.

## وصلات خارجية
- روبن سترومبرغ على موقع اتحاد السويد (السويدية)
- روبن سترومبرغ على موقع قاعدة بيانات كرة القدم.إي يو (الإنجليزية)
- روبن سترومبرغ على موقع Soccerway.com (الإنجليزية)